# Ośrodek narciarski Roza Chutor
Centrum narciarskie "Roza Chutor" (ros. Gornołyżnyj centr "Roza Chutor", Роза Хутор) – ośrodek narciarski niedaleko Krasnej Polany w Kraju Krasnodarskim w Rosji, w zachodniej części gór Kaukazu. W czasie Zimowych Igrzysk Olimpijskich 2014 miejsce rozgrywania wszystkich konkurencji narciarstwa alpejskiego z miejscami dla 7500 kibiców. Łączna długość tras o parametrach olimpijskich wynosi 20 km. Ich projektantem jest były mistrz olimpijski w zjeździe narciarskim Bernhard Russi. 